# Шибан
Шибан Хан (Shiban, Шайбан, Шайбані) (? — † 1266) — син Джучі і християнки Несер, онук Чингісхана та брат Батия, Берке та Орди. Шибан є монголізованою формою імені Степан[джерело?].

## Життєпис
Виховувався атликом Боралтаєм з племені таракли-кият. Перша письмова згадка про нього припадає на 1229 рік, коли він брав участь в курултаї. У 1231—1234 роках був учасником походів проти імперії Цзінь. 1236 року на чолі свого тумену звитяжив у поході до Волзької Болгарії. Діяв тут до 1238 року. За цим разом з Бучеком і Бурі у 1239 році воював проти половців Криму. Проте в облозі Києва участі не брав.
Брав участь як монгольський принц у військових походах Батия, зокрема в битві на річці Шайо в Угорщині проти військ Бели IV. 1242 року йому в якості улуса було вибрано Крим, але 1243 року надано улус за річкою Яїк з Тайбугінським юртом, а також Лівобережжям Хорезму. Точаться дискусії до якої частини належав другий улус Шибана — правочого (Бату) чи лівого (Орда) крила. Розширив володіння на північ, підкоривши племена ханти і мансі. У 1246 і 1251 роках брав участь у курултаях в Каракорумі. Помер близько 1266 року.

## Родина
Згідно з повідомленнями історика Рашида ад-Діна, у Шибана було 12 синів — Байнал, Багадур, Кадак, Балакан, Черік, Меркан, Куртука, Аячі, Сабілкан, Баянджар, Маджар, Кунчі, Маянджар, згідно «Му'їззу» 13 — Байнал, Багадур, Джанта, Кадак, Балакан, Черік, Мірган, Куртука, Апачі, Салган, Маджар, Кунчі та Баянджар.